# Alive!
Alive! är hårdrocksgruppen KISS första livealbum, utgivet den 10 september 1975.
Alive! spelades in mars-juni 1975 under fyra konserter. De tre första studioalbumen KISS (1974), Hotter Than Hell (1974) och Dressed To Kill (1975) hade sålt blygsamt, men i och med Alive! kom genombrottet för den New York-baserade gruppen. Alive! nådde niondeplatsen på Billboards albumlista 1975.
Det har förekommit en hel del diskussion kring hur mycket av albumet som egentligen är inspelat live, och hur mycket som består av senare studiopålägg. Både bandet och producenten har angivit kraftigt motsägande uppgifter i frågan. Paul Stanley har dock på senare år medgivit att Alive! bättrades på i studio, innan det släpptes på marknaden.
Albumet är även rankat som nummer 159 av de 500 bästa albumen genom tiderna, listan gjord av tidningen Rolling Stone.

## Låtförteckning

### Sida A
1. "Deuce" (Simmons) – 3:32
2. "Strutter" (Stanley, Simmons) – 3:12
3. "Got to Choose" (Stanley) – 3:35
4. "Hotter Than Hell" (Stanley) – 3:11
5. "Firehouse" (Stanley) – 3:42

### Sida B
1. "Nothin' to Lose" (Simmons) – 3:23
2. "C'mon and Love Me" (Stanley) – 2:52
3. "Parasite" (Frehley) – 3:21
4. "She" (Simmons, Coronel) – 6:42

### Sida C
1. "Watchin' You" (Simmons) – 3:51
2. "100,000 Years" (Stanley, Simmons) – 12:10
3. "Black Diamond" (Stanley) – 5:50

### Sida D
1. "Rock Bottom" (Frehley, Stanley) – 4:59
2. "Cold Gin" (Frehley) – 5:43
3. "Rock and Roll All Nite" (Stanley, Simmons) – 4:23
4. "Let Me Go, Rock 'n' Roll" (Stanley, Simmons) – 5:45

## Medverkande
- Paul Stanley – kompgitarr, sång
- Gene Simmons – elbas, sång
- Ace Frehley – sologitarr
- Peter Criss – trummor, sång